# Cantone di Le Muy
Il Cantone di Le Muy era una divisione amministrativa dell'arrondissement di Draguignan.
È stato soppresso a seguito della riforma complessiva dei cantoni del 2014, che è entrata in vigore con le elezioni dipartimentali del 2015.
Comprendeva i comuni di:
- Le Muy
- Puget-sur-Argens
- Roquebrune-sur-Argens